# Campionat Europeu B de Corfbol
El Campionat Europeu B de corfbol és la competició de corfbol de segon nivell per a seleccions nacionals europees organitzada per la Federació Internacional de Corfbol i se situa per sota del Campionat d'Europa de corfbol.

## Història
Al torneig participen les nacions que no s'han classificat per al Campionat Europeu de Corfbol A, existint un sistema d'ascens/descens entre ambdós campionats, amb el guanyador del Campionat B ascendint al Campionat A. El torneig es pot veure com el successor de la desapareguda European Bowl de corfbol, encara que aquest torneig va servir de classificació tant per al Campionat Europeu de Corfbol com per al Campionat del món de corfbol. Els Campionats B es fan cada dos anys, sempre el mateix any que el Campionat A. La primera edició va ser acollida pels Països Baixos el 2018.
| Campionat d'Europa de Corfbol B |      |               |          |            |             |                        |                        |                        |                 |
|                                 | Any  | Amfitrió      | Final    | Final      | Final       | Partit pel tercer lloc | Partit pel tercer lloc | Partit pel tercer lloc | Nombre d'equips |
| Campió                          | Any  | Amfitrió      | Resultat | Segon lloc | Tercer lloc | Resultat               | Quart lloc             |                        | Nombre d'equips |
| I                               | 2018 | Paisos Baixos | Polònia  | 21-7       | Irlanda     | Eslovàquia             | 18–15                  | Gal·les                | 7               |
| II                              | 2021 | Polònia       | Polònia  | 18-15      | Eslovàquia  | Turquia                | 17-9                   | Escòcia                | 8               |

## Medaller
| Selecció   | Ors            | Plates   | Bronzes  | Total |
| ---------- | -------------- | -------- | -------- | ----- |
| Polònia    | 2 (2018, 2021) |          |          | 2     |
| Eslovàquia |                | 1 (2021) | 1 (2018) | 2     |
| Irlanda    |                | 1 (2018) |          | 1     |
| Turquia    |                |          | 1 (2021) | 1     |